# 馬爾伊夫卡 (新米爾霍羅德區)
48°41′2″N 31°44′28″E / 48.68389°N 31.74111°E

馬爾伊夫卡（烏克蘭語：Мар'ївка）是位於烏克蘭中部基洛夫格勒州裏新烏克蘭卡區的村莊，面積7.26平方公里，海拔高度217米，2001年人口200，人口密度每平方公里27.5人。